# ジェレミー・エンガキア
ジェレミー・エンガキア（Jeremy Ngakia , 2000年9月7日 - ）は、イングランド・ロンドン・ハックニー区出身のプロサッカー選手。ワトフォードFC所属。ポジションはDF。

## 来歴
14歳の時にチェルシーFCからウェストハム・ユナイテッドFCのユースアカデミーに移り、2017年にU-18チームに昇格。翌2018年にはU-23チームに昇格。2019-20シーズンより二種登録となり、2020年1月30日のリヴァプールFC戦で、プレミアリーグ初出場を果たした。2019-20シーズンは5試合に出場したものの、2019新型コロナウイルスなどの影響により、2020-21シーズン以降の契約を拒否し、同年6月30日付でウェストハムを退団した。
2020年8月15日、ワトフォードFCと契約した。